# 2.º Grupo de Artilharia Antiaérea
O 2º Grupo de Artilharia Antiaérea - Grupo José Bonifácio e Fernando de Noronha é uma unidade militar do Exército Brasileiro, situada em Praia Grande, São Paulo, diretamente subordinada ao Comando de Defesa Antiaérea do Exército (Cmdo DAAe Ex).

## História
Criado em 3 de dezembro de 1940, com a denominação de 1º Grupo do 2º Regimento de Artilharia Antiaérea, o Grupo seguiu para o Arquipélago de Fernando de Noronha em 1942, guarnecendo os canhões “Krupp” na missão de defesa da ilha, até 7 de novembro de 1944. Entre os anos 1940 e 2004, a unidade ficou baseada na cidade de Osasco. Nesse período, um de seus comandantes foi o então Coronel Ernesto Geisel. e também o Coronel Erasmo Dias.
Desde o início de 2005, ocupa a tradicional Fortaleza de Itaipu, cuja construção iniciou-se em 1902. Nesse prédio histórico esteve, a partir de abril de 1960, o 6º Grupo de Artilharia de Costa Motorizado, que foi transformado em 6º Grupo de Lançadores Múltiplos de Foguetes e transferido para Formosa, em Goiás.
O Grupo recebeu a denominação histórica e estandarte histórico de "Grupo José Bonifácio e Fernando de Noronha", por meio da Portaria Nº 948 do Comandante do Exército, de 21 de dezembro de 2004. A designação Grupo Fernando de Noronha representa justa homenagem pela participação do 1º / 2º Regimento de Artilharia Antiaérea na defesa do Arquipélago de Fernando de Noronha, durante a 2ª Guerra Mundial.
A designação de Grupo José Bonifácio foi dada ao 6º Grupo de Artilharia de Costa Motorizado e representa uma justa homenagem ao representante da Baixada Santista, que teve destacada participação no processo de independência nacional. O 2º GAAAe é o guardião da história dos pracinhas que defenderam Fernando de Noronha durante a 2ª Guerra Mundial e dos Artilheiros de Costa que ocuparam a Fortaleza de Itaipu, para defenderem o Porto de Santos a partir de 1902.
Desde 1999 porta a insígnia da Ordem do Mérito Militar, concedida pelo presidente Fernando Henrique Cardoso. Em 2006, estranhamente teve a insígnia concedida mais uma vez, agora pelo presidente Luiz Inácio Lula da Silva.

## Capitão Galileu Ramos
Notável Capitão do 2ª GAAAe, participante da 2ª Guerra Mundial.